# Halichondria lambei
Halichondria lambei är en svampdjursart som beskrevs av Brøndsted 1933. Halichondria lambei ingår i släktet Halichondria och familjen Halichondriidae.
Artens utbredningsområde är Norra Ishavet. Inga underarter finns listade i Catalogue of Life.